# 칼로스키우루스족
칼로스키우루스족(Callosciurini)은 다람쥐과에 속하는 설치류 분류군이다. 동남아시아에서 주로 발견되며, 13개 속에 58종으로 이루어져 있다.

## 하위 속
- 칼로스키우루스속 (Callosciurus) - 15종
- 붉은뺨다람쥐속 (Dremomys) - 6종
- 아시아피그미다람쥐속 (Exilisciurus) - 3종
- 보르네오피그미다람쥐속 또는 조각가다람쥐속 (Glyphotes) - 유일종
- 긴코다람쥐속 (Hyosciurus) - 2종
- 줄무늬땅다람쥐속 (Lariscus) - 4종
- 버드모어땅다람쥐속 (Menetes) - 유일종
- 검은귀다람쥐속 (Nannosciurus) - 유일종
- 술라웨시난쟁이다람쥐속 (Prosciurillus) - 5종
- 땃쥐얼굴다람쥐속 (Rhinosciurus) - 유일종
- 붉은배다람쥐속 (Rubrisciurus) - 유일종
- 순다다람쥐속 (Sundasciurus) - 15종
- 아시아줄무늬다람쥐속 (Tamiops) - 4종